# Follie di Broadway
Follie di Broadway o Vertigine (Puttin' on the Ritz)  è un film del 1930 diretto da Edward Sloman.

## Trama
La carriera di tre amici, iniziata fra mille impedimenti e dure gavette, viene divisa quando uno dei tre viene chiamato a Broadway. Nella Grande Mela diventerà tanto arrogante da dimenticare i vecchi amici.

## Produzione
Il film fu prodotto dalla Joseph M. Schenck Productions per l'Art Cinema Corporation.

## Distribuzione
Distribuito dall'United Artists e dall'Art Cinema Associates, il film uscì nelle sale cinematografiche statunitensi il 1º marzo 1930. In Italia, distribuito dall'Artisti Associati con il titolo Follie di Broadway in una versione di 2.326 metri, ottenne con riserva nel dicembre 1930 il visto di censura 26.172 che ne permetteva la visione se dal film veniva tolta "ogni scena dialogata o comunque parlata in lingua straniera". Alla pellicola venne aggiunto nel febbraio 1931 il titolo alternativo Vertigine.